# 지부티의 국가
지부티(프랑스어: Djibouti, 소말리어: Jabuuti, 아파르어:Gabuuti)는 지부티의 국가이다. 프랑스로부터 독립한 1977년에 채택되었다. 작사자는 아덴 에미이고, 작곡가는 압디 로벨이다.

## 소말리아어/아파르어가사
지부티의 국가의 가사는 소말리아어와 아파르어 두 가지의 버전이 존재한다. 아파르어 가사는 버전마다 가사가 조금 다르다. 다음에 적혀있는 가사는 가장 유명한 가사이다.
| 소말리아어 가사 | 아파르어 가사 | 영어 해석 |
| Hinjinne u sara kaca Calankaan harraad iyo Haydaar u mudateen! Hir cagaarku qariyayiyo Habkay samadu tahayoo Xiddig dhi igleh hoorshoo Caddaan lagu hadheeyaay. Maxaa haybad kugu yaal. | Soolisnuh inkih solaa Simbiliiy kah ningicle Bakaarat kah sugunne! Bulci kaak qaran sido. Way gubi kak anxar lusa! Cutukti caxte caydu Qidi wagri silaalo! Faylay heebati kumuu | Arise! O Flag, for you we cheer And we raise thee with vigour! The Flag which hath cost us dear; The Flag which hath cleansed us of rigour. O Flag, thy fresh green of delight, Thy sky blue and peaceful white; 'Long with thy star of our blood. O Flag – thou hast all our love. |

### 한국어 번역본
힘차게 일어나라! 우리의 깃발을 높이 올리기 위해,
깃발엔 어떤이의 값진 노고와
갈증과 고통의 극단도 함께 있으리라.
우리의 깃발, 그의 색상은 지구의 영원한 녹색을 뜻하며,
파란 하늘, 하얀색, 평화의 색이로다.
중앙의 붉은 별은 피를 뜻하는 것이다.
오 우리들의 깃발이여, 이 얼마나 보기에 영광스러운가!

## 같이 보기
- 지부티의 국기